# Torre del Puig
La Torre del Puig és una torre de defensa de planta circular, del tipus fort fuseller, construïda al cim del Puig del Vendrell per tal de protegir la localitat durant la tercera guerra carlina. Fou declarada Bé Cultural d'Interès Nacional l'any 1949. Presenta la mateixa fàbrica que la veina Torre del Botafoc. En destaquen els dos nivells d'espitlleres, de notable profunditat.